# (73494) 2002 QF42
(73494) 2002 QF42 – planetoida z pasa głównego asteroid okrążająca Słońce w ciągu 5,75 lat w średniej odległości 3,21 j.a. Odkryta 30 sierpnia 2002 roku.